# طه شبرا
طه شبرا إحدى قرى مركز قويسنا التابع لمحافظة المنوفية في جمهورية مصر العربية.

## التاريخ
قرية طه شبرا من القرى القديمة، حيث وردت باسم «طا» في أعمال جزيرة قوسينا ضمن قرى الروك الصلاحي التي أحصاها ابن مماتي في كتاب قوانين الدواوين، كما وردت باسم «طا» في أعمال الغربية ضمن قرى الروك الناصري التي أحصاها ابن الجيعان في كتاب «التحفة السنية بأسماء البلاد المصرية». وفي العصر العثماني وردت باسم «طا» المعروفة بـ «شبرا قطارة» في التربيع العثماني الذي أجراه الوالي العثماني سليمان باشا الخادم في عصر السلطان العثماني سليمان القانوني ضمن قرى ولاية الغربية، وفي تاريخ 1228هـ/1813م الذي عدّ قرى مصر بعد المسح الذي قام به محمد علي باشا باسم «طا شبرا قطارة» ضمن قرى مديرية المنوفية. وفي سنة 1299هـ/1882م، صارت تعرف باسم طه شبرا.

## السكان
بلغ عدد سكان طه شبرا 17,365 نسمة، حسب الإحصاء الرسمي لعام 2006.